# オーバーライト (フジファブリックの曲)
「オーバーライト」はフジファブリックが2019年4月14日にリリースした配信限定シングルである。

## 概要
前年の「電光石火」に続き、J SPORTSのタイアップソングとして制作された。
2021年にリリースされる11th Album『I Love You』には収録されず、フジファブリック単独名義の楽曲では唯一CD化されていない。ライブで披露された回数も少なく、リリース年の2019年しか披露されていないが、2019年に行われたメジャーデビュー15周年記念の大阪城ホール公演では披露され、映像化もされている。

## 収録曲
| #  | タイトル           | 作詞・作曲 | 編曲             |  |
| -- | ------------------ | ---------- | ---------------- |  |
| 1. | 「オーバーライト」 | 山内総一郎 | フジファブリック |  |